# Severin Løvenskiold
Pour les articles homonymes, voir Løvenskiold.
Severin Løvenskiold (en norvégien : Severin Løvenskiold) né le 7 février 1777 à Porsgrunn (royaume de Danemark et de Norvège) et décédé le 15 septembre 1856 à Gjerpen (royaume de Suède-Norvège) était un noble et homme d'État norvégien devenu Premier ministre de Norvège.

## Biographie
Après des études de droit à université de Copenhague jusqu'en 1796, il commença à travailler dans l'administration du (royaume de Danemark et de Norvège).
Il fut élu premier représentant de Bratsberg, le 16 mai 1814 par l'Assemblée constituante à Eidsvoll pour l'élaboration de la nouvelle Constitution de Norvège.
Favorable à l'union de Suède-Norvège, il devient Premier ministre de Norvège de 1828 à 1841 puis gouverneur général de Norvège jusqu'en 1856.
Il se retira de la vie politique et mourût quelques mois plus tard.

### Armes
Le comte Severin Løvenskiold fut fait chevalier de l’ordre des Séraphins et ses armoiries furent exposées dans l’église de Riddarholmen :
| Blason | Blasonnement : D'azur au lion d'argent couronné de même. |

## Distinctions
- Grand-croix de l'ordre de Saint-Olaf